# Branko Ćopić
Branko Ćopić (în sârbă Бранко Ћопић; n. 1 ianuarie 1915, Hašani, Krupa na Uni⁠(d), Bosanska Krajina, Austro-Ungaria – d. 26 martie 1984, Belgrad, RS Serbia, RSF Iugoslavia) a fost un scriitor sârb.

## Cărți apărute în limba română
- Republica însorită, (traducător: Ion Bălan), Editura Frăție și Unitate, Vârșeț, 1951
- Peripețiile lui Nikoletina Brusac, Editura Meridiane, 1965
- A opta ofensivă, Editura pentru Literatură Universală, 1966
- Anii măgăriilor, (traducător: George Bulic), Editura Tineretului, 1969
- Dezlănțuirea, Editura Militară, 1972